# Окатьевы
Окатьевы (Акатьевы) — старомосковский боярский и дворянский род.

## Происхождение и история рода
История рода начинается с литовского выходца Окатьи Вола, или Вала, приехавшего в Москву в первой половине XIV века и принявшего православие.
Его старший сын — Василий Окатьевич (Волуй) в качестве свидетеля подписал договор великого князя московского и владимирского Симеона Гордого с его братьями.
Младший сын — Иван Окатьевич, был воеводой в войске великого князя Дмитрия Донского.
Тимофей Васильевич Окатьевич, нарицаемый Волуй, был боярином. В 1380 году он предводительствовал владимирскими и юрьевскими полками во время Куликовской битвы и был убит. Данная информация зафиксирована в «Летописной повести о Куликовской битве».

## Представители рода
Окатьев Седой — опричник Ивана Грозного в 1573 г.
Окатьев, Яков — подьячий, который вместе с воеводой Иваном Полевым и головой Нелюбом Огарёвым, был послан великим князем всея Руси Фёдором Ивановичем на Курское городище строить города. Он составил описание вновь созданного Курского уезда, вошедшее в писцовые книги (осень 1598 — лето 1599).
Окатьев, Шумило — купец из города Хлынова (Вятки, а теперь — Кирова) в 1615 году.
Окатьев, Илья — подьячий в Москве, жил в 1637 г.; в 1648 г. он означен в летописных документах уже дьяком.

## География фамилии
- Московская область, Коломенский р-н — с. Акатьевское (основано в 1577 г.)[2]
- Московская область, Рузский район, деревня Акатово
- Московская область, Ступинский район, деревня Акатово
- Московская область, Егорьевский район, деревня Акатово
- Калужская область, Жуковский район, деревня Акатово
- Калужская область, Дзержинский район, деревня Акатово
- Кировская область — д. Окатьево (основано в 1678 г.)
- Костромская область, Кологривский район, деревня Акатово
- Новгородская область — д. Окатьево, д. Новое Окатьево[3]
- Смоленская область, Гагаринский район, деревня Акатово
- Смоленская область, Демидовский район, деревня Акатово
- Тверская область, Калязинский район, деревня Окатово
- Владимирская область, Гусь-Хрустальный район, деревня Окатово
- В окрестностях нынешней Сходни (Московская область) находились села Черкизово, Поярково (Рождествеио), Спасское (Середниково), сельца Верескнно, Назарьево, Пикино (Пекино), Подольное (Подолино), д. Окатьево (ныне санаторий им. Артема) Названия они получили от своих владельцев в 14—15 вв.
- На р. Пехорке находилась деревня Окатьево, известная с 1623 г. После постройки в 1633—1635 гг. деревянной церкви Окатьево стало селом. Ныне считается микрорайоном Балашихи (Московская область).

## Места и памятники архитектуры
- Усадьба Валуево (Московская область)

Старая усадьба, принадлежавшая ещё одному из героев Куликовской битвы, Тимофею Окатьеву, по прозвищу Валуй. В разные годы она принадлежала Мещерским, Толстым, открывателем Слова о Полку Игореве А. И. Мусину-Пушкину и его сыну декабристу В. А. Мусину-Пушкину, Святополк-Четвертинским, купцам Лепёшкиным.

Усадьба расположена в 10 км от Москвы.
- Алексиевская церковь (Московская область, г. Егорьевск)

Церковь построена на средства местного жителя, купца Ивана Акатьева, в 1911 г. Иконостас поставлен в 1912 г. В храме находится икона святителя Алексия Московского с частью его святых мощей. Надпись на обратной стороне иконы сообщает, что икона была подарена московским Чудовым монастырем Успенскому собору Егорьевска.
- Окатьева гора (Мурманская область)

Памятник древности в Кандалакшском районе, Мурманской области.

## Производные фамилии
Акатов — Окатов
Акатев — Окатев
Акатин — Окатин
Акатьевы - Окатьевы

## На английском языке
Okat’ev, Okatyev, Okatiev, Okatjev, Okatev; Akat`ev